# 李家乡 (大竹县)
李家乡，是中华人民共和国四川省达州市大竹县曾经下辖的一个乡。2019年12月，撤销李家乡，将其所属行政区域划归石河镇管辖。

## 行政区划
李家乡撤销前下辖以下地区：
街道社区、松坪村、小坪村、花坛村、中峰村、连心村、盐井村和大湾村。